# Đồng quê (phim truyền hình)
Đồng quê là một bộ phim truyền hình được thực hiện bởi Hãng phim Truyền hình Thành phố Hồ Chí Minh, Đài Truyền hình Thành phố Hồ Chí Minh do Lê Phương Nam làm đạo diễn. Phim được chuyển thể từ tác phẩm cùng tên của nhà văn Phi Vân. Phim phát sóng vào lúc 17h30 hàng ngày bắt đầu từ ngày 11 tháng 5 năm 2012 và kết thúc vào ngày 1 tháng 6 năm 2012 trên kênh HTV9.

## Nội dung
Đồng quê đề cập khái quát về cuộc sống của những người nông dân Nam Bộ dưới thời Pháp thuộc, bị áp bức bởi thực dân và địa chủ. Hai Nghĩa (Ngọc Hùng) là con của một gia đình nhà nông nghèo đi làm thuê kiếm sống. Bị chủ đất chèn ép, cả nhà phải bỏ xứ đi nơi khác. Nghĩa thuê đất của Chiếu – một địa chủ gian xảo rồi định cư tại đây, được nhiều người dân trong làng quý mến bởi tính tình chất phác, cương trực và giỏi đàn hát của anh. Trong số những người cảm mến anh có Yến (Phương Khánh) và Én (Minh Thảo), rồi cả hai sau đó trở thành bạn bè của nhau, cùng nhau giúp đỡ dân làng.

## Diễn viên
- Ngọc Hùng trong vai Hai Nghĩa
- Phương Khánh trong vai Yến
- Đình Toàn trong vai Tình
- Minh Thảo trong vai Én
- Châu Kha trong vai Cô Ba
- Nguyễn Hậu trong vai Chủ Chiếu
- Hạnh Thúy trong vai Vợ Chủ Chiếu
- Hoài An trong vai Thím Hai
- Lê Bình trong vai Thầy Cao Đệ
- Thạch Kim Long trong vai Tư Lộ
- Trung Hậu trong vai Nữ Chủ
- Cao Thanh Danh trong vai Ất
- Mai Hoàng Chung trong vai Sửu

Cùng một số diễn viên khác....

## Nhạc phim
- Ai hát trong sương chiều

Sáng tác: Ngọc Sơn
Thể hiện: Tâm Như - Lam Tuyền 
- Trên đồng cạn dưới đồng sâu

Sáng tác: Ngọc Sơn
Thể hiện: Tâm Như - Lam Tuyền

## Giải thưởng
| Năm  | Giải thưởng    | Hạng mục                | (Người) đề cử | Kết quả       | Tham khảo   |
| ---- | -------------- | ----------------------- | ------------- | ------------- | ----------- |
| 2012 | Giải Cánh diều | Phim truyện truyền hình | —             | Cánh diều bạc | [ 5 ] [ 6 ] |